# Ickes Mountains
Die Ickes Mountains sind eine Reihe küstennaher Berge im westantarktischen Marie-Byrd-Land. Sie erstrecken sich an der Ruppert-Küste westlich des Strauss-Gletschers über eine Länge von 24 km.
Wissenschaftler der United States Antarctic Service Expedition (1939–1941) entdeckten das Gebirge bei einem Überflug am 18. Dezember 1940. Namensgeber ist der US-amerikanische Politiker Harold L. Ickes (1874–1952), in dessen Amtszeit als Innenminister der Vereinigten Staaten die Gründung des United States Antarctic Service fiel.

## Weblinks

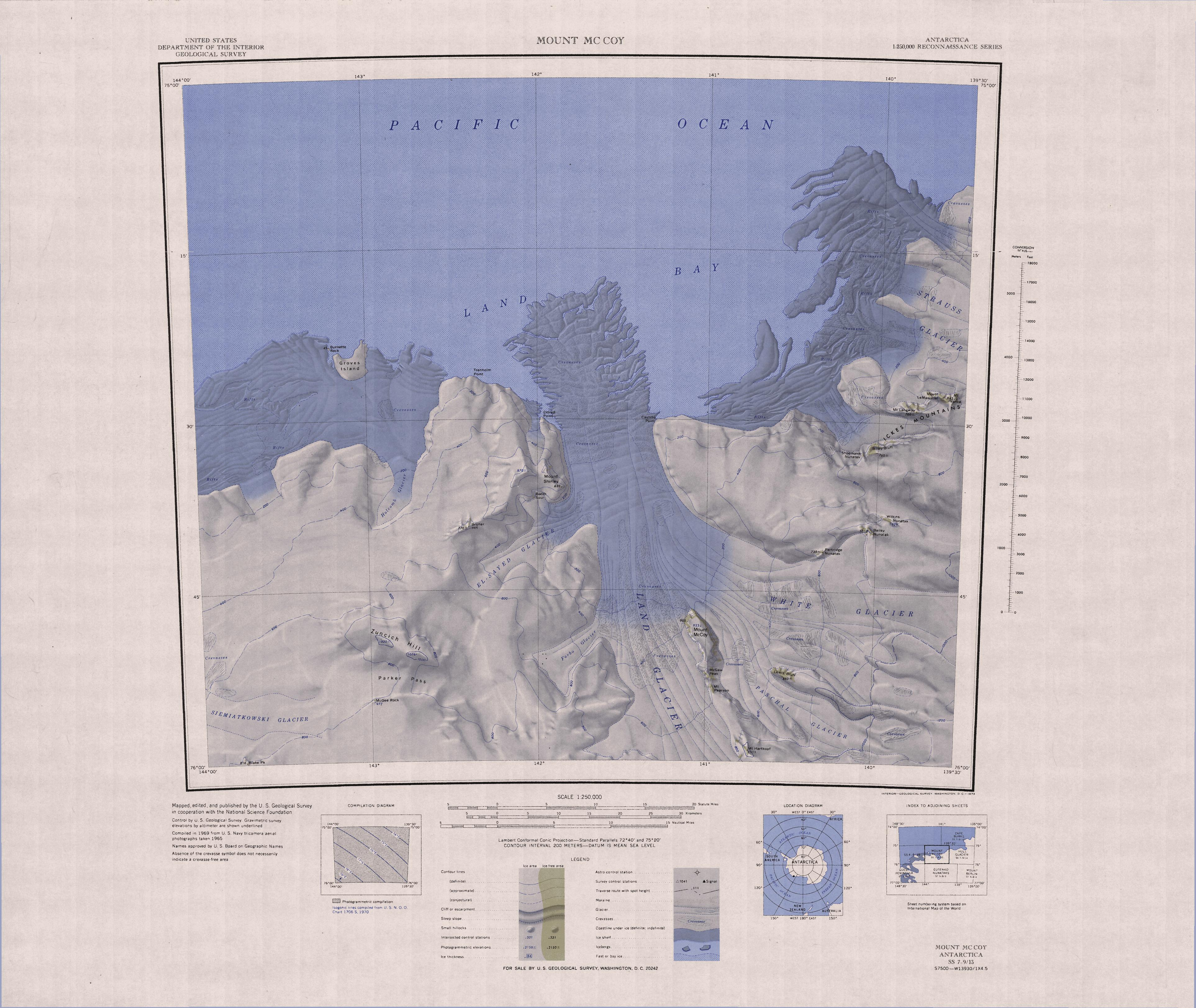
Westteil in der Mitte des östlichen Kartenrandes
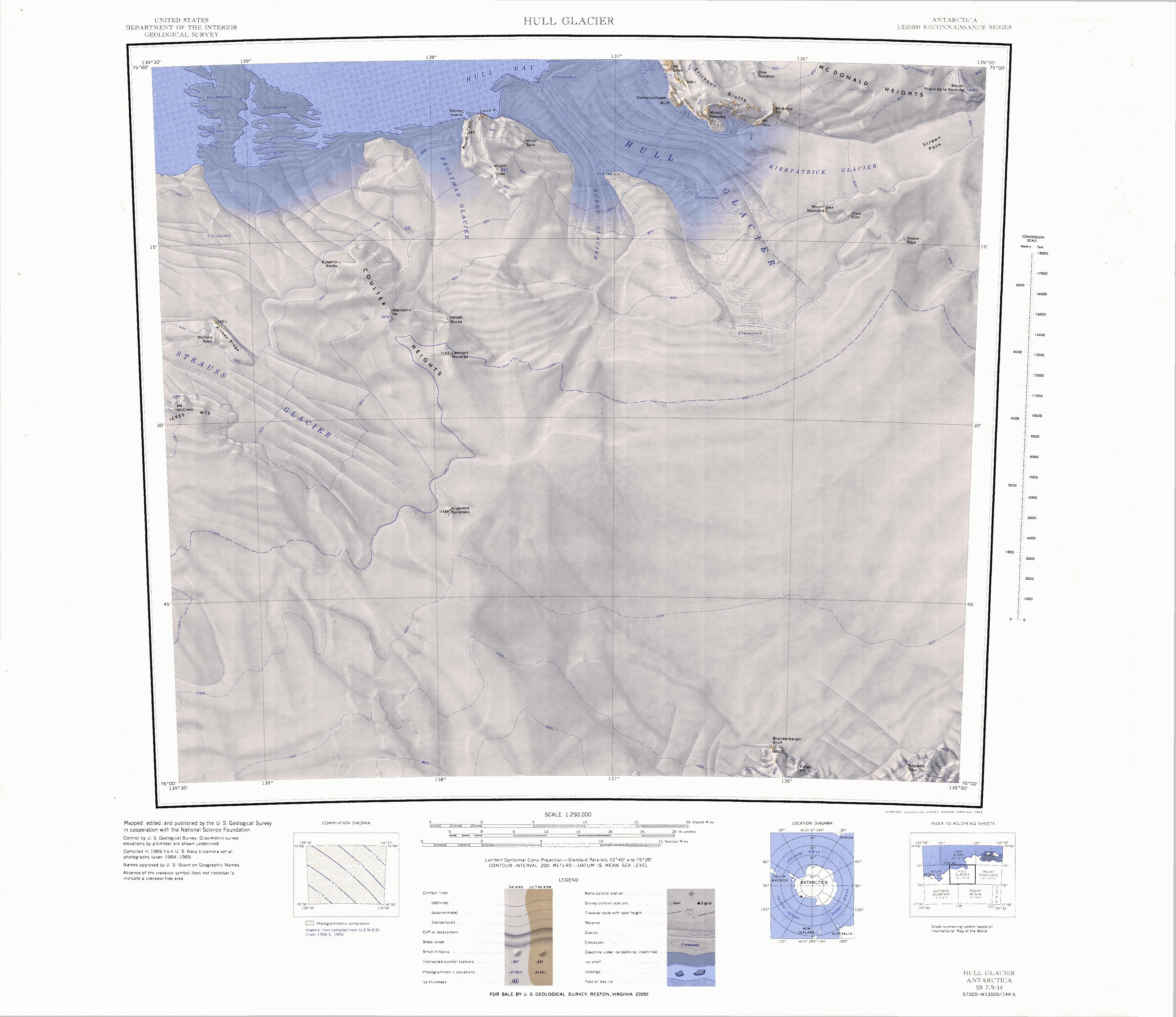
Ostteil in der Mitte des westlichen Kartenrandes